# NGC 302
NGC 302 este o stea situată în constelația Balena. A fost înregistrată în anul 1886 de către Frank Muller.